# داگنی ملگرن
داگنی ملگرن (نروژی: Dagny Mellgren؛ زادهٔ ۱۹ ژوئن ۱۹۷۸) بازیکن فوتبال اهل نروژ بود.
وی به‌همراه تیم ملی فوتبال زنان نروژ در بازی‌های المپیک تابستانی ۲۰۰۰ به مقام قهرمانی دست پیدا کرده‌است.